# Temu
Temu je online tržiště provozované e-commerce firmou PDD Holdings z Čínské lidové republiky. Nabízí velmi zlevněné zboží dodávané zákazníkům převážně přímo z Číny.
Obchodní model umožnil Temu stát se populárním mezi zákazníky, ale vyvolal také obavy kolem ochrany osobních údajů, nucené práci, porušování duševního vlastnictví a kolem kvality dodávaných produktů. Společnost se také dostala do právních sporů se svým konkurentem Shein.

## Historie
Temu vlastní a provozuje společnost PDD Holdings, nadnárodní obchodní skupina registrovaná na Kajmanských ostrovech, která má hlavní sídlo v Dublinu. Společnost PDD Holdings rovněž vlastní Pinduoduo, populární platformu pro internetové nakupování v ČLR.
Temu začalo poprvé fungovat v USA v září 2022. V březnu 2023 spustilo Temu svou službu v Austrálii a na Novém Zélandu. V dalších měsících bylo Temu spuštěno ve Francii, Itálii, Německu, Nizozemsku, ve Spojeném království a ve Španělsku. 17. ledna 2024 bylo Temu oficiálně spuštěno v Jihoafrické republice, která je 49. zemí, ve které začalo Temu působit od svého spuštění.Temu v současnosti působí ve více než 90 zemích v Severní a Jižní Americe, Evropě, na Blízkém východě, v Africe, Asii a Oceánii.

## Kritika

### Mobilní aplikace
Společnost Grizzly Research zveřejnila v září 2023 svou analýzu mobilní aplikace Temu a popsala v ní obsažené funkce typické pro škodlivý software, tzv. malware. Společnost Temu uvedla, že tvrzení obsažená ve zprávě jsou nepodložená a odpovídají obvyklé strategii firem sázejících na pokles akcií, jejímž cílem je snížit cenu akcií společnosti. Značka zároveň deklaruje transparentnost ohledně opatření, která přijímá k zajištění bezpečnosti svých zákazníků. Aplikace sesterské společnosti Pinduoduo byla v roce 2023 stažena z Google Play poté, co se v ní našly podobné škodlivé funkce. Dva dny po vydání aktualizace, která měla napravit nalezené nedostatky, rozpustilo Pinduoduo tým inženýrů a produktových manažerů, kteří vyvíjeli nalezené exploity. Většina členů týmu byla převedena do různých oddělení v Temu. Evropská pobočka Temu označila podobná tvrzení za pomluvy.
V České republice aplikaci začal na začátku roku 2024 prověřovat Národní úřad pro kybernetickou a informační bezpečnost. BIS i APEK firmě vytýkají špatnou práci s reklamacemi, nezákonné nakládání s osobními daty i nekalou soutěž vzhledem k dotacím od čínské vlády. V roce 2025 uvedla zpráva z vyšetřování Evropské komise, že tržiště nevykonává dostatečné úsilí k zamezení prodeje nelegálních produktů.

### Pracovní kultura
Temu bylo kritizováno za kulturu intenzivní práce a podporu tzv. pracovního systému 996, tzn. práce 12 hodin denně (od 9 do 21 hodin), šest dní v týdnu. Tato pracovní kultura byla spojována s případy úmrtí zaměstnanců společnosti PDD Holdings, které se dostaly do mezinárodních zpráv.
V roce 2024 Financial Times a The Wall Street Journal informovaly, že Pinduoduo žalovalo několik bývalých zaměstnanců za porušení konkurenčních doložek. Důkazy, které Pinduoduo předložilo soudu, zahrnují videozáznamy bývalých zaměstnanců, kteří šli pracovat pro konkurenty Pinduoduo. Společnost uvedla, že důkazy získala legálně.

## Spolupráce
V roce 2024 společnost Temu rozšířila možnosti spolupráce s místními dodavateli zavedením modelu „fulfilled by merchant“ (vyřízeno prodejcem). Tato možnost je určena pro prodejce, kteří skladují své produkty v místních skladech a sami zajišťují logistiku. Od konce roku 2024 Temu také postupně otevírá svou platformu místním prodejcům v České republice.
Společnost rovněž navázala několik partnerství zaměřených na ochranu spotřebitelů. Temu se připojila k Mezinárodní koalici proti padělkům (International AntiCounterfeiting Coalition, IACC) s cílem posílit ochranu duševního vlastnictví a zintenzivnit boj proti padělanému zboží na internetu.
Dalším významným krokem bylo podepsání memoranda o spolupráci s logistickou společností DHL. Cílem partnerství je zefektivnit dodavatelský řetězec, urychlit doručování objednávek a podpořit rozšíření společnosti Temu na trzích elektronického obchodu v Evropě, na Blízkém východě a v Africe. Temu rovněž navázala spolupráci s českou fintechovou společností Twisto.